# Live at the Stone: Megaloprepus Caerulatus
Live at the Stone: Megaloprepus Caerulatus ist ein Musikalbum der Formation Dragonfly Breath, bestehend aus Steve Swell, Paul Flaherty, C. Spencer Yeh und Weasel Walter. Die am 14. November 2015 im Veranstaltungsort The Stone  im Stadtteil Greenwich Village in New York City entstandenen Aufnahmen erschienen am 18. Januar 2016 auf Not Two Records.

## Hintergrund
Dragonfly Breath ist ein Quartett, dem der Saxophonist Paul Flaherty, der Posaunist Steve Swell, der Violinist C. Spencer Yeh und der Schlagzeuger Weasel Walter angehören. Dragonfly Breath III bezeichnet die dritte Veröffentlichung des Quartetts: ihre selbstbetiteltes erstes Album war ein Live-Auftritt aus dem Jahr 2013, gefolgt von Kanreki: Reflection & Renewal (2015) veröffentlicht unter Swells Namen, das eine 31-minütige Live-Aufnahme („Dragonfly Breath: Live at Zebulon“) dieses Ensembles enthielt. Das dritte Album der Band entstand während des Konzerts der Band anlässlich des 60. Geburtstags von Steve Swell (und dessen Gastaufenthalt vom 24. bis 29. November 2015 in The Stone). Alle drei CDs von Dragonfly Breath erschienen bei Not Two Records.
Megaloprepus caerulatus ist der zoologische Name einer Riesenlibelle aus der Familie der Coenagrionidae, die in feuchten Wäldern in Mittel- und Südamerika lebt.

## Titelliste
- Steve Swell, Paul Flaherty, C. Spencer Yeh. Weasel Walter: Dragonfly Breath III: Live at the Stone: Megaloprepus Caerulatus (Not Two Records MW 944-2)[2]

1. Dragonfly Breath III: Live at the Stone: Megaloprepus Caerulatus 40:53

## Rezeption

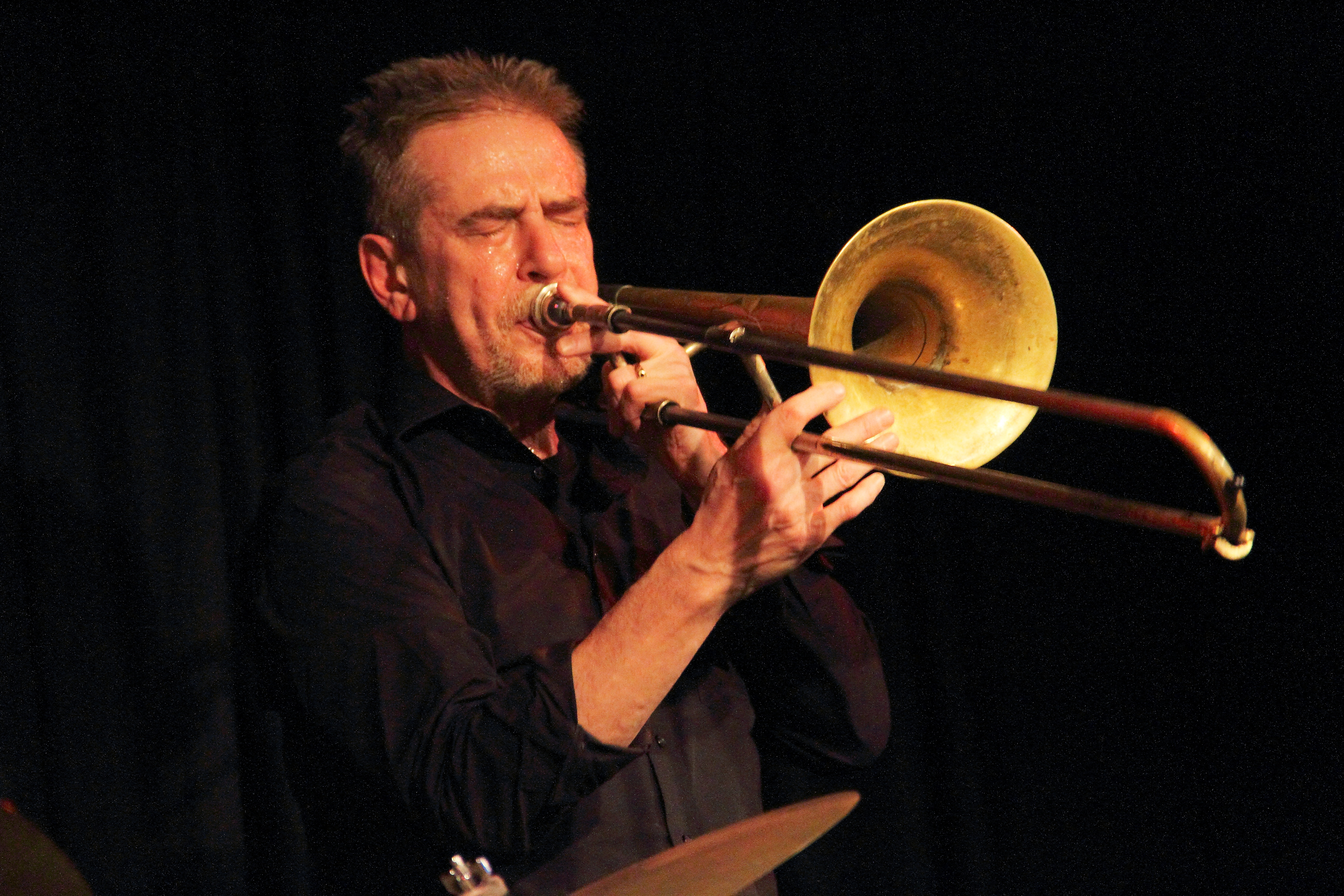
Steve Swell (2016)

Nach Ansicht von Mark Corroto, der das Album in All About Jazz rezensierte, beruht das Gelingen dieses einzelnen 41-minütigen Tracks auf den nahezu konstant turbulenten, wirbelnden Klängen. Genau wie das Erlebnis, die Niagarafälle zu besuchen, würde die ehrfurchtgebietende Energie, die diese vier erzeugen, nie langweilig. Auf den ersten Blick könnte man Walters wahnsinniges Schlagzeugspiel loben. Seine energiegeladene Perkussion liege irgendwo zwischen dem Ausdruck von Paul Lytton und dem  Beat Chris Corsanos. Beim genaueren Hinhören würde sich das Zentrum in Richtung Flaherty, Swell oder Yeh verschieben, „als würde man durch die Stromschnellen schießen“. Swell gebühre Anerkennung dafür, dass er das Quartett zu einer überzeugenden Einheit zusammengefügt habe. Er würde hier führen, ohne zu regieren. Die energiegeladene Musik, die man hier hört, verbinde ein fast greifbares Gefühl, nicht nur [durch] Walters Schlagzeugspiel, sondern auch die Saiten von Yehs Geige und die Körperlichkeit von Flahertys und Swells Spiel.